# Бернс (индейская колония)
Бернс (англ. Burns Paiute Indian Colony) — индейская колония, расположенная в центрально-восточной части штата Орегон, США.

## История
Группы северных пайютов традиционно проживали в центральной и восточной части современного штата Орегон. Вададокадо («Едоки травы»), также известные как пайюты долины Харни, контролировали около 136 000 км² в центральном и восточном Орегоне — земли вокруг озера Малур и южной части гор Блу-Маунтинс, а также на западе Айдахо (долина реки Пейетт). Хунипуитока («Едоки корней») жили вдоль рек Дешут, Крукед и Джон-Дей в центральной части Орегона на территории более 18 000 км².
В 1872 году для северных пайютов Орегона была создана индейская резервация Малур. Федеральное правительство прекратило существование резервации после Баннокской войны в 1878 году под давлением европейско-американских поселенцев, которые хотели получить эту землю. В ноябре 1878 года генерал Оливер Ховард получил приказ переместить около 543 северных пайютов и банноков из резервации Малур в резервацию Якама, Территория Вашингтон, в 560 км к северу. Другие северные пайюты были разбросаны по Восточному Орегону, Северо-Восточной Калифорнии и Северной Неваде, работая на поселенцев или занимаясь охотой и собирательством. Некоторые были интернированы в форт Симко и форт Ванкувер, Территория Вашингтон. Позднее пайюты начали ускользать из фортов, а через 5 лет тем, кто там оставался, была предоставлена возможность уехать. Вададокадо, которые вернулись в долину Харни, обнаружили, что их земли заняты белыми поселенцами и они теперь безземельны.
В 1897 году для вададокадо была учреждена резервация недалеко от города Бернс, куда позднее, поселили и хунипуитока. Позднее земли резервации были разделены на наделы, а сама резервация упразднена. В о второй половине XX века из двух групп северных пайютов сформировалось федерально признанное племя бёрнс-пайюты. Конституция и устав индейской колонии Бёрнс были приняты 16 мая 1968 года. Современная резервация была учреждена Публичным законом 92-488 от 13 октября 1972 года.

## География
Резервация находится в округе Харни в штате Орегон и состоит из нескольких участков. Её общая площадь, включая трастовые земли (45,826 км²), составляет 49,13 км² из них 49,07 км² приходится на сушу и 0,068 км² — на воду. Племя также владеет 10 акрами (0,040 км²), расположенными примерно в 800 метрах к западу от города Бернса. Штаб-квартира племени находится в городе Бернс. 

## Демография
В 1990 году в резервации проживал 151 член племени бернс-пайюты; в 1992 году племя насчитывало 356 человек.
По данным федеральной переписи населения 2010 года, в резервации проживало 128 человек. Согласно федеральной переписи населения 2020 года в резервации проживало 133 человека, насчитывалось 45 домашних хозяйств и 52 жилых дома. Средний возраст, проживающих в резервации, составлял 32,5 лет. Около 25,8 % всего населения находились за чертой бедности, в том числе 21,1 % тех, кому ещё не исполнилось 18 лет, и 21,1 % старше 65 лет.
Расовый состав распределился следующим образом: белые — 1 чел., афроамериканцы — 0 чел., коренные американцы (индейцы США) — 99 чел., азиаты — 0 чел., океанийцы — 0 чел., представители других рас — 6 чел., представители двух или более рас — 27 человек; испаноязычные или латиноамериканцы любой расы составили 15 человек. Плотность населения составляла 2,7 чел./км².

## Комментарии
1. ↑  Сам населённый пункт не входит в состав резервации, а является лишь штаб-квартирой племени.